# کاربردهای نانوکامپوزیت‌های پلیمری
نانوکامپوزیت‌های پلیمری (PNC) شامل یک پلیمر یا کوپلیمر هستند که درون ماتریس پلیمر نانوذرات یا نانو پرکننده‌ها پراکنده شده‌اند. این ذرات می‌توانند اشکال مختلفی مانند صفحه‌ها، الیاف یا گوی‌ها داشته باشند، اما حداقل یکی از ابعاد آن‌ها باید در محدوده 1 تا 50 نانومتر باشد. این PNC‌ها در دسته سیستم‌های چندفازی (MPS، مانند مخلوط‌ها، کامپوزیت‌ها و فوم‌ها) قرار دارند که تقریباً 95 درصد از تولیدات پلاستیکی را مصرف می‌کنند. این سیستم‌ها نیاز به ترکیب/ترکیب کنترل‌شده، تثبیت پراکندگی بدست آمده، جهت‌دهی فاز پراکنده و استراتژی‌های ترکیب برای تمام سیستم‌های MPS، از جمله PNC، دارند. به‌طور جایگزین، پلیمر می‌تواند به‌صورت نفوذی در قالب‌های 1D، 2D یا 3D وارد شود و نانوکامپوزیت‌های پلیمر با محتوای بالا ایجاد کند.
علم نانوپلیمر مطالعه و کاربرد نانو علم بر ماتریس‌های پلیمر-نانوذره است، جایی که نانوذرات آن‌هایی هستند که حداقل یکی از ابعاد آن‌ها کمتر از 100 نانومتر باشد. انتقال از ذرات میکرو به نانو باعث تغییر در خواص فیزیکی و شیمیایی آن‌ها می‌شود. دو عامل عمده در این تغییرات عبارتند از افزایش نسبت سطح به حجم و اندازه ذره. افزایش نسبت سطح به حجم که با کوچک‌تر شدن ذرات افزایش می‌یابد، باعث غالب شدن رفتار اتم‌های سطحی ذره نسبت به اتم‌های داخلی آن می‌شود. این امر بر خواص ذرات هنگام واکنش با ذرات دیگر تأثیر می‌گذارد. به دلیل سطح بالای نانوذرات، تعامل آن‌ها با دیگر ذرات در مخلوط بیشتر است و این می‌تواند منجر به افزایش استحکام، مقاومت حرارتی و تغییرات دیگر در خواص مخلوط شود.
مثالی از نانوپلیمرها، نانوکره‌های سیلیکون هستند که ویژگی‌های کاملاً متفاوتی از خود نشان می‌دهند؛ اندازه آن‌ها بین 40 تا 100 نانومتر است و سخت‌تر از سیلیکون هستند، سختی آن‌ها بین سختی یاقوت و الماس قرار دارد.

## آماده‌سازی نانوکامپوزیت‌های پلیمر
پلیمر نانوکامپوزیت‌ها می‌توانند با استفاده از سنتز نفوذی متوالی (SIS) آماده شوند، در این فرآیند نانومواد غیرآلی درون یک زیرلایه پلیمر از طریق انتشار پیش‌سازهای فازی بخار به داخل ماتریس رشد می‌کنند.

### نانو الیاف پلیمر بیوهیبرید

این ماده از طریق مینرالیزه کردن بیوپلیمر با نانوذرات اکسید تیتانیوم تهیه شده است.

بسیاری از کاربردهای فنی اشیاء زیستی مانند پروتئین‌ها، ویروس‌ها یا باکتری‌ها، مانند کروماتوگرافی، فناوری اطلاعات نوری، سنسورها، کاتالیز و تحویل دارو، نیاز به ثابت کردن آن‌ها دارند. برای این منظور از نانولوله‌های کربنی، ذرات طلا و پلیمرهای سنتتیک استفاده می‌شود. این ثابت‌سازی عمدتاً از طریق جذب یا اتصال شیمیایی و به‌طور کمتری از طریق گنجاندن این اشیاء به‌عنوان مهمان در ماتریس‌های میزبان انجام می‌شود. در سیستم‌های میزبان-مهمان، یک روش ایده‌آل برای ثابت‌سازی اشیاء زیستی و ادغام آن‌ها در معماری‌های سلسله‌مراتبی باید به‌صورت نانوسکوپی ساختاردهی شود تا تعاملات اشیاء زیستی نانو با محیط خود تسهیل شود. به دلیل تعداد زیاد پلیمرهای طبیعی یا سنتتیک موجود و تکنیک‌های پیشرفته‌ای که برای پردازش این سیستم‌ها به نانو الیاف، میله‌ها، لوله‌ها و غیره توسعه یافته است، پلیمرها پلتفرم خوبی برای ثابت‌سازی اشیاء زیستی هستند.

### نانو الیاف پلیمر بیوهیبرید با استفاده از الکترواسپینینگ
الیاف پلیمر معمولاً در مقیاس فنی از طریق اکستروژن تولید می‌شوند؛ به این معنی که یک ذوب پلیمر یا محلول پلیمر از طریق قالب‌های استوانه‌ای پمپ می‌شود و توسط دستگاه جمع‌کننده کشیده می‌شود. قطر الیاف معمولاً در مقیاس 10 میکرومتر یا بیشتر است. برای کاهش قطر به محدوده چند صد نانومتر یا حتی چند نانومتر، الکترواسپینینگ هنوز تکنیک پیشرو پردازش پلیمر در دسترس است. یک میدان الکتریکی قوی در حدود 103 ولت بر سانتیمتر به قطرات محلول پلیمر که از یک قالب استوانه‌ای خارج می‌شوند، اعمال می‌شود. بارهای الکتریکی که روی سطح قطره تجمع می‌کنند، باعث تغییر شکل قطره در جهت میدان می‌شوند، حتی اگر کشش سطحی در برابر تکامل قطره مقاومت کند. در میدان‌های الکتریکی فوق بحرانی، قدرت میدان بر کشش سطحی غلبه کرده و یک جت مایع از نوک قطره خارج می‌شود. این جت به سمت الکترود مقابل شتاب می‌گیرد. در طول این مرحله حمل و نقل، جت تحت تأثیر حرکات چرخشی الکتریکی شدید قرار می‌گیرد که باعث کشیدگی و نازک شدن جت، تبخیر حلال تا زمانی که در نهایت نانو الیاف جامد روی الکترود مقابل رسوب کند.
نانو لوله‌های پلیمر بیوهیبرید با استفاده از فرآیند ترشوندگی
الکترواسپینینگ، کوالکترو اسپینینگ و روش‌های قالب‌سازی مبتنی بر نانو الیاف، اشیاء نانو را تولید می‌کنند که از نظر اصولی می‌توانند به‌طور نامحدود طول داشته باشند. برای یک طیف وسیع از کاربردها از جمله کاتالیز، مهندسی بافت و اصلاح سطح ایمپلنت‌ها، طول نامحدود یک مزیت است. اما در برخی کاربردها مانند درمان استنشاقی یا تحویل دارو به‌طور سیستماتیک، طول مشخص نیاز است. روش قالب‌سازی که در ادامه شرح داده می‌شود، مزیت‌هایی دارد که اجازه می‌دهد نانو لوله‌ها و نانو میله‌ها با دقت بسیار بالا تهیه شوند. این روش مبتنی بر استفاده از قالب‌های متخلخل تعریف‌شده، مانند آلومینیوم یا سیلیکون متخلخل است.
مفهوم اصلی این روش بهره‌برداری از فرآیندهای ترشوندگی است. یک ذوب پلیمر یا محلول پلیمر به تماس با منافذ مواد با سطوح انرژی بالا مانند آلومینیوم یا سیلیکون می‌رسد. فرآیند ترشوندگی آغاز می‌شود و دیواره‌های منافذ با یک فیلم نازک به ضخامت چند ده نانومتر پوشانده می‌شود.

## کاربردها
الیاف نانو، نانوکامپوزیت‌ها، الیاف نانو توخالی، الیاف هسته-پوسته، و نانو میله‌ها یا نانو لوله‌های تولید شده دارای پتانسیل عظیمی برای کاربردهای وسیعی از جمله کاتالیز همگن و ناهمگن، مواد ترمیم دندانی، سنسورها، کاربردهای فیلتر و اپتوالکترونیک هستند. در اینجا تنها مجموعه‌ای محدود از کاربردها در ارتباط با علوم زیستی بررسی می‌شود.

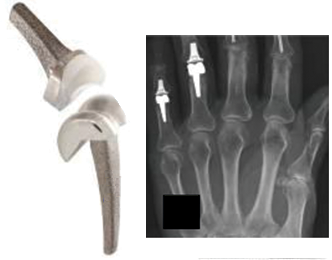
استفاده از نانوکامپوزیت‌های پلیمری در علم پزشکی

### مهندسی بافت
این تکنیک عمدتاً به جایگزینی بافت‌هایی که به دلیل بیماری یا تصادف یا سایر عوامل مصنوعی تخریب شده‌اند، مربوط می‌شود. مثال‌ها شامل پوست، استخوان، غضروف، رگ‌های خونی و حتی اندام‌ها هستند. این تکنیک شامل فراهم کردن یک اسکلت برای اضافه کردن سلول‌ها است و اسکلت باید شرایط مناسبی برای رشد سلول‌ها فراهم کند. الیاف نانو برای رشد سلول‌ها شرایط بسیار خوبی فراهم کرده‌اند، یکی از دلایل این امر این است که ساختارهای فیبری در بسیاری از بافت‌ها وجود دارد که اجازه می‌دهند سلول‌ها به‌طور محکم به الیاف متصل شوند و در امتداد آن‌ها رشد کنند.

### تحویل دارو از نانو لوله‌های تقسیم‌شده
نانو لوله‌ها همچنین برای حمل داروها در درمان‌های عمومی و به‌ویژه در درمان تومور استفاده می‌شوند. نقش آن‌ها محافظت از داروها در برابر تخریب در جریان خون، کنترل تحویل دارو با کینتیک انتشار مشخص و در موارد ایده‌آل، فراهم آوردن ویژگی‌های هدف‌گذاری با استفاده از محرک‌های خارجی یا داخلی است.

### ثابت‌سازی پروتئین‌ها
الیاف هسته-پوسته نانوذرات با هسته‌های مایع و پوسته‌های جامد می‌توانند برای محصور کردن اشیاء زیستی مانند پروتئین‌ها، ویروس‌ها یا باکتری‌ها در شرایطی که عملکرد آن‌ها را تحت تأثیر قرار ندهد، استفاده شوند. این اثر می‌تواند برای کاربردهایی مانند سنسورهای بیولوژیکی مفید باشد. برای مثال، پروتئین سبز فلورسنت در الیاف نانو ساختار ثابت شده است که سطح‌های بزرگی را فراهم می‌کند و فاصله‌های کوتاهی برای نزدیک شدن آنالیت به پروتئین سنسور فراهم می‌آورد.
پلیمرهای نانو ساختاری، الیاف هسته-پوسته، الیاف توخالی و نانو میله‌ها و نانو لوله‌ها پلتفرمی برای طیف وسیعی از کاربردها در علم مواد و علوم زیستی فراهم می‌آورند. اشیاء زیستی با پیچیدگی‌های مختلف و اشیاء سنتتیک با وظایف خاص می‌توانند در چنین سیستم‌های نانو ساختار پلیمر گنجانده شوند در حالی که وظایف خاص خود را حفظ کنند. سنسورهای بیولوژیکی، مهندسی بافت، تحویل دارو یا کاتالیز آنزیمی تنها چند نمونه از کاربردهای ممکن هستند.

## کاربردهای مهندسی پلیمر نانوکامپوزیت‌ها

### پلیمر نانوکامپوزیت‌ها در صنعت تایر خودرویی
پلیمر نانوکامپوزیت‌ها در صنعت تایر خودرو به دلیل قابلیت دستیابی به کارایی بالاتر سوخت از طریق طراحی نانوکامپوزیت‌های پلیمر با خواص مناسب بسیار مهم هستند.
نوع رایج پرکننده‌ها که به‌طور سنتی در صنعت تایر استفاده می‌شود، کربن بلک (Cb) است که از احتراق ناقص قطران زغال‌سنگ و اتیلن تولید می‌شود. دلیل اصلی استفاده از Cb این است که افزودن Cb به لاستیک‌ها، تولید تایرهایی با مقاومت غلتشی پایین‌تر را ممکن می‌سازد که تقریباً 4 درصد از انتشار CO2 جهانی ناشی از سوخت‌های فسیلی را به خود اختصاص می‌دهد. پیش‌بینی می‌شود کاهش مقاومت غلتشی تایرهای تولیدی در سراسر جهان باعث کاهش مصرف سوخت کلی خودروها شود، زیرا خودروهایی که تایرهای با مقاومت غلتشی کمتر دارند، انرژی کمتری برای حرکت به جلو نیاز دارند. با این حال، کاهش مقاومت غلتشی همچنین منجر به کاهش عملکرد چسبندگی در شرایط مرطوب می‌شود که نگرانی‌هایی در مورد ایمنی مسافران ایجاد می‌کند.
این مشکل می‌تواند به‌طور جزئی با جایگزینی Cb با سیلیکا حل شود، زیرا سیلیکا امکان تولید تایرهای "سبز" را فراهم می‌آورد که علاوه بر مقاومت غلتشی پایین‌تر، خواص بهبود یافته چسبندگی در شرایط مرطوب را نیز نشان می‌دهند.
تفاوت اصلی بین خواص سیلیکا و Cb این است که Cb آبگریز است (همچنین پلیمرهایی که در ساخت تایرهای خودرو استفاده می‌شوند نیز آبگریز هستند) در حالی که سیلیکا آب‌دوست است. بنابراین برای افزایش سازگاری بین پرکننده‌های سیلیکا و ماتریس پلیمر، معمولاً سیلیکا با عوامل پیوندی عملکردی می‌شود، که این امکان را می‌دهد تا تعاملات پرکننده-پلیمر تنظیم شود و در نتیجه نانوکامپوزیت‌هایی با خواص خاص تولید شوند.
در مجموع، مسئله اصلی حل نشده در خصوص خواص مکانیکی لاستیک‌های پر شده، روشن شدن مکانیزم دقیق تقویت مکانیکی آن‌ها و پدیده به نام اثر پین (Payne effect) است. به‌دلیل نبود رویکردهای نظری و تجربی مناسب، هنوز هر دو این پدیده‌ها به‌طور کامل درک نشده‌اند.

### پلیمر نانوکامپوزیت‌ها برای کاربردهای دمای بالا
پلیمر نانوکامپوزیت‌هایی که با نقاط کوانتومی کربن تقویت شده‌اند، ویژگی‌های مقاومت حرارتی فوق‌العاده‌ای از خود نشان داده‌اند. این نانوکامپوزیت‌ها می‌توانند در محیط‌هایی که نیاز به مقاومت دمایی بالا دارند، استفاده شوند.

### تأثیرات اندازه و فشار بر نانوپلیمرها
دمای انتقال شیشه‌ای (Tg) فیلم‌های آزاد ایستاده یا فیلم‌های پشتیبانی‌شده که تعاملات ضعیفی با زیرلایه‌ها دارند، با کاهش اندازه و فشار کاهش می‌یابد. با این حال، دمای انتقال شیشه‌ای فیلم‌های پشتیبانی‌شده که تعاملات قوی با زیرلایه‌ها دارند، با افزایش فشار و کاهش اندازه افزایش می‌یابد. مدل‌های مختلفی مانند مدل‌های دو لایه، سه لایه، مدل Tg (D, 0) ∝ 1/D و مدل‌های دیگر که به گرمای ویژه، چگالی و انبساط حرارتی مربوط هستند، برای به‌دست آوردن نتایج تجربی در خصوص نانوپلیمرها استفاده می‌شوند. حتی مشاهداتی مانند انجماد فیلم‌ها به دلیل اثرات حافظه در مدل‌های ویسکوالاستیک فیلم‌ها و اثرات محدود از شیشه مولکول‌های کوچک مشاهده شده‌اند. برای توصیف تابع Tg (D, 0) پلیمرها به‌طور عمومی، یک مدل ساده و یکپارچه اخیراً بر اساس دمای ذوب وابسته به اندازه بلورها و معیار لیندمان ارائه شده است:
Tg(∞,0)Tg(D,0)∝σg2(D,0)σg2(∞,0)
که در آن σg ریشه جابه‌جایی مربع متوسط مولکول‌های سطحی و داخلی شیشه‌ها در Tg(D,0) است، و α=σv2(D,0)σs2(D,0) که در آن ساب‌اسکریپت‌های s و v به ترتیب نمایانگر سطح و حجم هستند. برای یک نانوذره، D معمولاً به معنی قطر آن است، برای یک نانولیفی، D به‌عنوان قطر آن در نظر گرفته می‌شود، و برای یک فیلم نازک، D ضخامت آن را نشان می‌دهد. 
D0 قطر بحرانی است که در آن تمام مولکول‌های یک شیشه کم‌بعدی روی سطح آن قرار دارند.

## نتیجه‌گیری
دستگاه‌هایی که از خواص اشیاء کم‌بعدی مانند نانوذرات استفاده می‌کنند، امیدوارکننده هستند به دلیل امکان تنظیم تعدادی از خواص مکانیکی، الکتروفیزیکی، نوری و مغناطیسی که کنترل‌هایی بر اندازه نانوذرات در طول سنتز فراهم می‌آورد. در مورد نانوکامپوزیت‌های پلیمر، می‌توان از خواص سیستم‌های نامنظم استفاده کرد.
پیشرفت‌های اخیر در زمینه نانوکامپوزیت‌های پلیمر و برخی از کاربردهای آن‌ها مرور شد. با وجود کاربردهای زیادی در این زمینه، محدودیت‌های زیادی نیز وجود دارد. به‌عنوان مثال، در تحویل دارو با استفاده از نانو الیاف، کنترل مستقل آن معمولاً ممکن نیست و معمولاً انتشار انفجاری رخ می‌دهد، در حالی که یک انتشار خطی بیشتر مورد نیاز است. حالا بیایید جنبه‌های آینده این حوزه را بررسی کنیم.
امکان ساخت آرایه‌های منظم از نانوذرات در ماتریس پلیمر وجود دارد. همچنین تعدادی امکان برای تولید بردهای مدار نانوکامپوزیتی وجود دارد. یک روش حتی جذاب‌تر نیز برای استفاده از نانوکامپوزیت‌های پلیمر برای کاربردهای شبکه‌های عصبی وجود دارد. یک حوزه نویدبخش دیگر از توسعه، اپتوالکترونیک و محاسبات نوری است. ویژگی‌های تک‌دامنه و رفتار سوپرامغناطیسی نانوذرات حاوی فلزات فرومغناطیسی می‌تواند به‌طور بالقوه در ساخت رسانه‌های ذخیره‌سازی مغناطیسی-نوری استفاده شود.